# کلاین مکلزن
کلاین مکلزن (به آلمانی: Klein Meckelsen) یک شهر در آلمان است که در Sittensen واقع شده‌است.
 کلاین مکلزن  ۹۳۹ نفر جمعیت دارد.